# Illuminans
Illuminans eller belysningsstyrka är en fotometrisk storhet för att mäta hur mycket en yta belyses. Om ett visst ljusflöde träffar en area har illuminansen ett värde; om ytan är större men fortfarande träffas av samma ljusflöde är illuminansen mindre. Det senare inträffar exempelvis med en större yta som antingen placeras längre bort eller vinklas så att den upptar samma rymdvinkel.
Inom det internationella måttenhetssystemet (SI) är illuminans en härledd storhet med beteckningen E eller Ev och mäts i enheten lux, förkortat lx. Uttryckt i andra SI-enheter är 1 lux = 1 lumen per kvadratmeter (lm/m2).
Svensk och internationell standard har formulerat detaljerade krav på belysning i olika typer av lokaler, till exempel industri- och hantverkslokaler, kontor, detaljhandel undervisningslokaler och vårdlokaler. Inom varje lokaltyp specificeras rum för olika ändamål - för vårdlokaler till exempel korridor, patienttoalett, förlossningsrum med mera och ett tabellverk anger vilken lägsta illuminans som krävs antingen på arbetsytor eller på golvnivå. Som hjälp vid belysningsplanering finns datorprogram, tabeller och diagram för beräkning av illuminansen i ännu inte byggda rum. De värden som anges i standardtabellerna är i sig inte bindande, men görs oftast bindande genom avtal.
En anordning som används för att mäta illuminans kallas luxmeter. Liksom övriga fotometriska enheter uttrycker lux-värdet inte den enskilda människans ljusupplevelse i den specifika situationen utan utgör en sorts medelvärde som går att mäta fysiskt. Upplevelsen av hur starkt ljuset är går inte att uttrycka i termer av illuminans utan beror på sammanhanget. Viktiga faktorer är här vilka kontraster som finns i synfältet, hur synsinnet har adapterat till situationen och inte minst den enskilda personens visuella förmåga, referenser och preferenser.